# Tölgy (faanyag)
A tölgy kemény lombos faanyag, Magyarországon elsősorban a kocsányos tölgy (Quercus robur) illetve a kocsánytalan tölgy (Quercus petraea) anyagát hasznosítják. A csertölgy faanyaga cser név alatt szerepel.

## Az élő fa
A kocsányos tölgy európai (kontinentális) flóraelem. Magyarországon a síkvidéki erdők uralkodó fája. A szélsőséges éghajlat nem árt neki, a kései fagyokra érzékeny. Minden talajtípuson megtalálható, de nagyon tápanyagigényes. A kocsánytalan tölgy szintén európai flóraelem, Magyarországon elsősorban hegy- és dombvidékeken található. Az éghajlati szélsőségeket rosszul tűri, a kocsányos tölgynél kevesebb meleget, több páratartalmat, alacsonyabb talajnedvességet kíván. Mindkét faj magas kort ér el. A nemes tölgyeket az erdőgazdaságokban 80…150 éves korukban termelik ki. 
A kocsányos és a kocsánytalan tölgy magassága egyaránt 30…40 m  körüli, törzsátmérője 1…2 m-es is lehet. Hatalmas, erős, szabálytalan koronájú fák. A kocsányos tölgy kérge először ezüstszürke, idővel sötétebb szürke lesz, hosszanti repedésekkel. Idős korban a tőnél a kéreg mélyen repedezett, kemény, feketés-szürkés vagy barna színű. Kéregvastagsága 1…6 cm. A kocsánytalan tölgy kérge idős korban kevésbé durva és kevésbé vastag, mint a kocsányos tölgyé.

## A faanyag
A kocsányos és a kocsánytalan tölgy anyaga szemre nagyon hasonlít egymásra, de a kocsánytalan tölgy átlagban kissé sűrűbb, keményebb, durvább rostú. A szíjács keskeny, sárgásfehér, a geszt sárgásbarna. Gyűrűs likacsú fa. Nagy, kerek edényei jól láthatóak, a keresztmetszeten a korai pásztában az évgyűrűhatár mentén egy (kocsányos tölgy) vagy több (kocsánytalan tölgy) sorban helyezkednek el. A késői pászta felé gyors átmenettel szűkülnek, és sugárirányú sorokba rendeződnek, a kocsánytalan tölgynél néhol villásan elágazó mintázatot alkotnak. Különböző vastagságú bélsugarai vannak, ezek sárgás színűek, a nagyobbak elég feltűnőek. A bélsugarak a húrmetszeten sötét, akár 6 cm-es vékony hosszanti vonalak, a sugármetszeten szabálytalan alakú, különböző méretű fényes, barnás csíkok formájában tűnnek fel.

## Felhasználása
SzárításLassan, kíméletesen kell szárítani, hajlamos a repedezésre. A csavarodott növésű fa vetemedhet, teknősödhet.
MegmunkálásMinden eljárással jól megmunkálható. Közepesen faragható. Csak gőzölés után késelhető, hámozható. Gőzölve hajlítható.
RögzítésNehezen szegezhető, csavarozható. Hidegen jól, melegen problémásan ragasztható.
FelületkezelésJól pácolható, pórustömítéssel jól lakkozható.
TartósságA geszt általában gombaálló, a szíjácsot rovarok károsítják. Élettartama szabadban kb. 85 év, vízben kb. 500 év, állandóan szárazon kb. 800 év.
Széles körben használják. A bányászatban, a kádáriparban, a parkettafríz-termelésben elsődleges fontosságú. A fűrész- és lemezipar egyik legfontosabb alapanyaga.